# Oberknöringen
Oberknöringen ist ein Ortsteil der Stadt Burgau im schwäbischen Landkreis Günzburg in Bayern. 

## Lage
Das Kirchdorf, einen Kilometer westlich von Burgau, ist über die Bundesstraße 10 zu erreichen.

## Geschichte

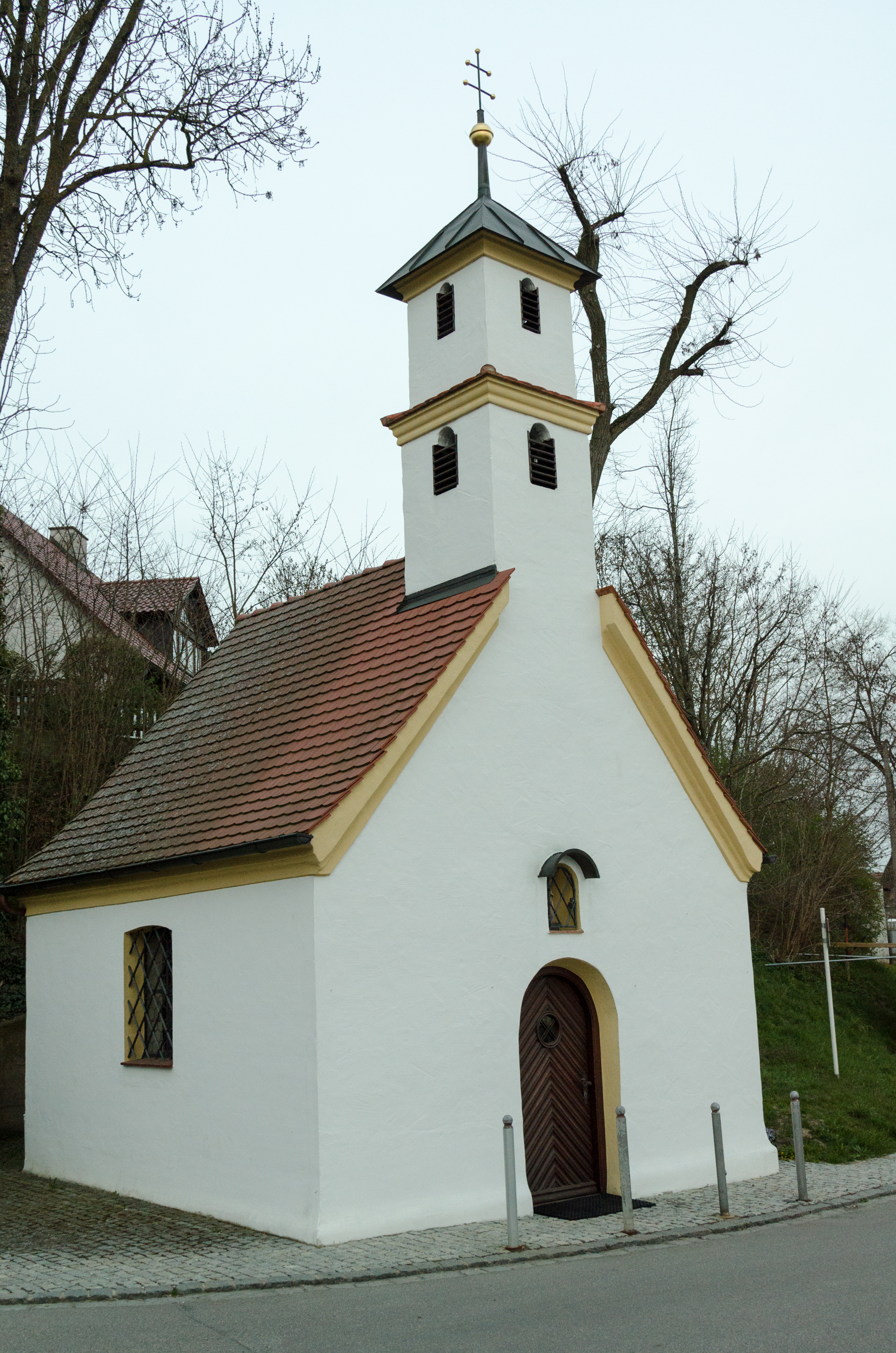
Kapelle St. Antonius

Im Zuge der Gebietsreform in Bayern wurde zum 1. Mai 1978 die zuvor selbstständige Gemeinde Oberknöringen nach Burgau eingegliedert.

## Sehenswürdigkeiten
Siehe auch: Liste der Baudenkmäler in Oberknöringen
- Katholische Kapelle St. Antonius, erbaut 1765